# راينهارد إيزيلن
راينهارد إيزيلن (بالدنماركية: Reinhard Iselin)‏ هو تاجر دنماركي، ولد في 5 أبريل 1715 في بازل في سويسرا، وتوفي في 10 أبريل 1781.